# Роуботэм, Сэмюэл
Сэмюэл Бирли Роуботэм (англ. Samuel Birley Rowbotham [ˈroʊbɒtəm]; 1816—1884) — английский изобретатель и писатель, который написал книгу Zetetic Astronomy: Earth Not a Globe под псевдонимом Параллакс (англ. Parallax), основанную на его многолетнем опыте исследования Земли. Первоначально была опубликована как 16-страничный памфлет (1849 год), который позже он расширил до 430-страничной книги (1881 год). Согласно его теории, которую он назвал Zetetic Astronomy (Общество плоской Земли), Земля — это плоский диск с центром на Северном полюсе, как об этом говорится в некоторых библейских текстах[каких?]. Его последователи основали «Вселенское зететическое общество» (англ. Universal Zetetic Society).

## Биография
Сэмюэл Роуботэм был организатором оуэнистской коммуны (англ. Owenite commune) на Фенских болотах. Был обвинен в злоупотреблениях, после чего стал странствующим лектором под именем Параллакс, рассказывая о Земле и обладая, по словам современников, изобретательностью, остроумием и мастерством рассказчика. В Плимуте проводил опыты по доказательству того, что Земля плоская.
В 1861 году Роуботэм вторично женился на 16-летней дочери своей прачки и поселился в Лондоне; в семье родилось 14 детей, из которых четверо выжили. Жили они в собственном доме, где Роуботэм занялся изобретательством, запатентовав ряд своих изобретений. Здесь в 1864 году он написал свой капитальный труд Zetetic Astronomy: Earth Not a Globe, продолжая читать лекции и утверждать о плоскости Земли; дилетанты верили в его теорию, впоследствии даже было организовано Общество плоской Земли.
Умер 23 декабря 1884 года в Лондоне. Похоронен в местечке Beckenham лондонского боро Бромли на кладбище Beckenham Cemetery and Crematorium. Был женат на Кэролайн Элизабет Роуботэм (англ. Caroline Elizabeth Rowbotham; ум. 1919), похороненной рядом с мужем.